# گیفت کارت

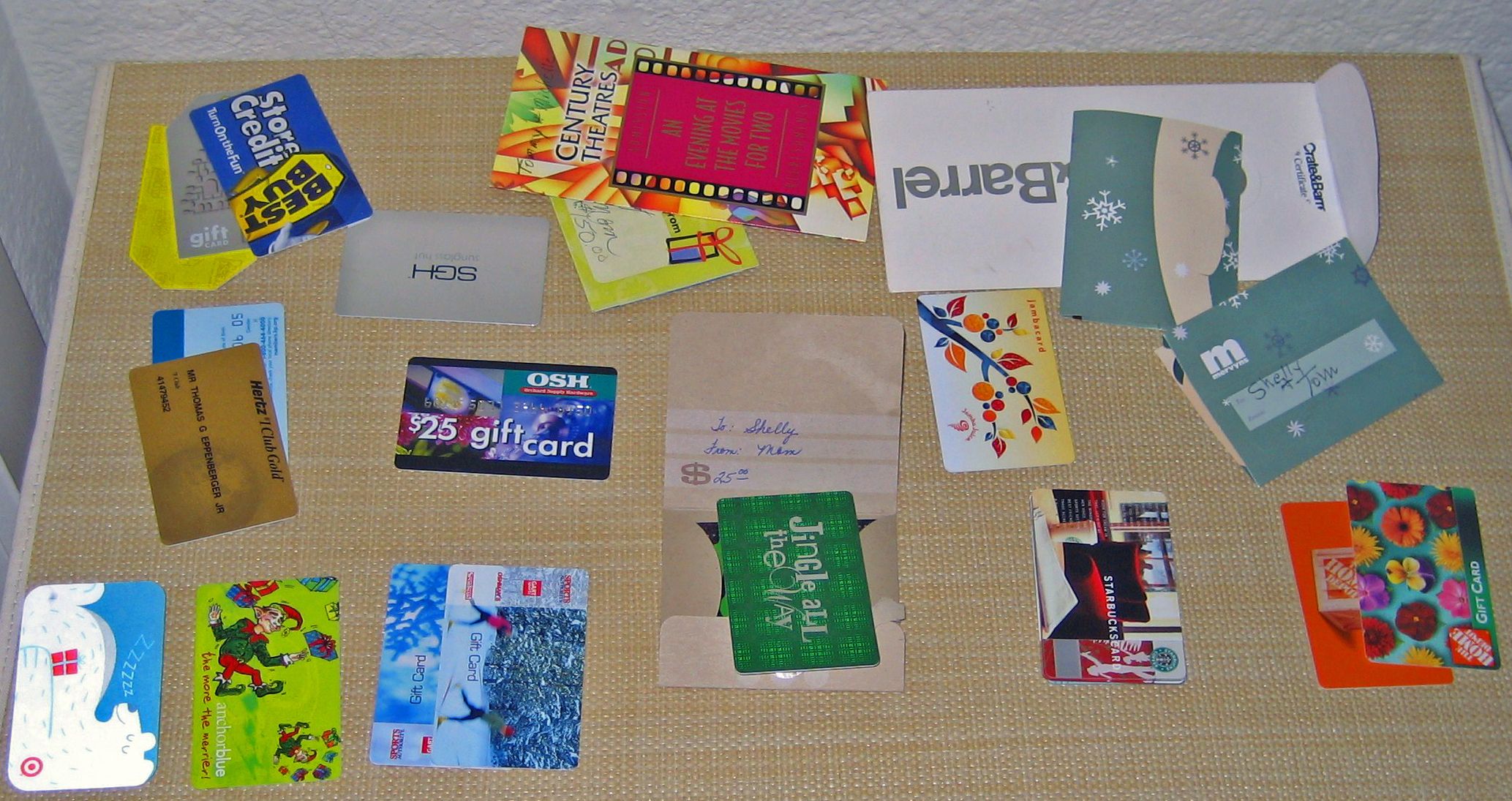
نمونه ای از گیفت کارت‌ها

گیفت کارت یا کارت هدیه (به انگلیسی: Gift Card) یک کارت کاغذی یا پلاستیکی است که در آمریکای شمالی به عنوان گواهی هدیه یا کوپن هدیه یا نشان هدیه در انگلستان شناخته می‌شود. به‌طور کلی، یک کارت پول با ارزش ذخیره شده پیش پرداخت است که معمولاً توسط خرده فروش یا بانک صادر می‌شود و به عنوان جایگزین پول نقد برای خرید در یک فروشگاه خاص یا مشاغل مرتبط استفاده می‌شود.
کارت‌های هدیه نیز توسط کارفرمایان یا سازمان‌ها به عنوان پاداش یا هدیه داده می‌شوند. این توزیع‌ها ممکن است توسط خرده فروشان و بازاریابان به عنوان بخشی از یک استراتژی تبلیغاتی توزیع شود تا گیرنده را به ورود یا بازگشت به فروشگاه ترغیب کنند و در بعضی مواقع به این کارت‌ها کارت‌های نقدی می‌گویند. کارت‌های هدیه به‌طور کلی فقط برای خرید در محل‌های خرده فروشی مربوطه قابل بازخرید هستند و قابل پرداخت نیستند و در برخی شرایط ممکن است منوط به تاریخ انقضا یا هزینه‌هایی باشد.
امروزه گیفت کارت‌ها انواع مختلفی دارند؛ کمپانی‌هایی نظیر مایکروسافت، اپل، گوگل، آمازون، سونی و … گیفت کارت‌هایی با اعتبارهای گوناگون پولی در اختیار خریداران قرار می‌دهند تا خریداران قادر باشند بدون استفاده از کارت‌های اعتباری بانکی و فقط توسط کُد گیفت کارت از فروشگاه‌های آنلاین آنان خریداری انجام دهند. گیفت کارت ها در ابتدا به صورت کارت فیزیکی در دسترس عموم قرار گرفتند اما توسعه اینترنت و فروشگاه های آنلاین باعث شد کارت های فیزیکی کمتر مورد استفاده قرار بگیرند و صرفا کد گیفت کارت پس از خرید آنلاین در دسترس استفاده کنندگان قرار بگیرد. هر چند هنوز هم کارت های فیزیکی تولید می‌شوند و مورد استفاده هم قرار می‌گیرند.[

## تاریخچه
نیمان مارکوس اولین کارت هدیه را با استفاده از زیرساخت پرداخت در اواخر سال ۱۹۹۴ معرفی کرد. اگرچه بلاکباستر ویدئو اولین شرکتی بود که این کار را در مقیاس گسترده انجام داد، آنها در سال ۱۹۹۵ آزمایش و بازاریابی کرد و سال آینده در سراسر کشور راه اندازی کرد. در آغاز کارت هدیه بلاکباستر جایگزین گواهینامه‌های هدیه ای شد که در حال جعل دستگاه‌های کپی رنگی و چاپگرهای رنگی بودند.
اولین معاملات کارت هدیه بلاکباستر توسط آنچه در آن زمان نابانکو از سانرایز فلوریدا بود، پردازش شد. نابانکو توسعه دهنده اولین پلتفرم شخص ثالث برای پردازش کارت‌های هدیه با استفاده از زیرساخت‌های پرداخت موجود بود.
بعداً نیمان مارکوس و بلاک باستر کارت بنزین Mobil که در ابتدا ارزش تلفنی پیش پرداخت ارائه شده توسط MCI را ارائه می‌داد، دنبال شد. کی‌مارت در مرحله بعدی با معرفی کی‌مارت کش کارد بود که در نسل‌های اولیه وقت تلفنی پیش پرداخت را با ای‌تی‌اندتی فراهم می‌کرد. بعداً Kmart و Mobil این ویژگی را کنار گذاشتند زیرا برای آنها سودآورد نبود.
کی‌مارت کش کارد اولین جایگزینی برای بازپرداخت وجه نقد بود که خریدار قبض هدیه را نداشت. این عمل دادن کارت نقدی به جای پول نقد برای بازده‌های بدون دریافت، امروزه در بیشتر بازرگانان امری عادی است. از این معرفی‌های اولیه خرده فروشان دیگر شروع به تطبیق برنامه کارت هدیه برای جایگزینی برنامه‌های گواهی هدیه خود کردند.

## ویژگی‌ها
مسترکارت، امریکن اکسپرس و ویزا کارت کارت‌های هدیه عمومی ارائه می‌دهند که نیازی به استفاده از آنها در فروشگاه‌های خاص نیست و به‌طور گسترده‌ای برای استراتژی‌های بازاریابی وجه نقد استفاده می‌شود. از ویژگی‌های این کارت‌ها این است که آنها به‌طور کلی ناشناس هستند و با از بین رفتن مقدار ذخیره شده روی کارت، دفع می‌شوند.

## عملکرد و انواع
کارت هدیه ممکن است شبیه کارت اعتباری باشد یا تم خاصی را روی کارت پلاستیکی به اندازه کارت اعتباری نشان دهد. کارت با شماره یا کد مشخصی مشخص می‌شود، معمولاً با نام شخصی نیست و بنابراین می‌تواند توسط کسی استفاده شود. آنها توسط یک سیستم الکترونیکی آنلاین برای مجوز پشتیبانی می‌شوند. برخی از کارت‌های هدیه را می‌توان با پرداخت دوباره بارگیری کرد و بنابراین می‌توان چندین بار از آنها استفاده کرد.
کارت‌ها ممکن است دارای شماره سریال، بارکد و نوار مغناطیسی باشند که توسط دستگاه کارت اعتباری الکترونیکی خوانده می‌شوند. بسیاری از کارت‌ها تا زمانی که فروخته نشوند هیچ ارزشی ندارند و در آن زمان صندوقدار مبلغی را که مشتری می‌خواهد روی کارت قرار دهد وارد می‌کند. این مقدار به ندرت در کارت ذخیره می‌شود اما در عوض در بانک اطلاعاتی بازرگان، که از طریق اتصال به شناسه کارت است، ذکر شده‌است؛ بنابراین کارت‌های هدیه معمولاً کارت‌هایی با ارزش ذخیره شده نیستند، همان‌طور که در بسیاری از سیستم‌های حمل و نقل عمومی یا دستگاه‌های فتوکپی کتابخانه استفاده می‌شود، جایی که یک سیستم ساده و بدون شبکه، مقدار را فقط روی کارت خود ذخیره می‌کند. برای خنثی‌سازی جعل و تقلب، داده‌ها رمزگذاری می‌شوند. نوار مغناطیسی نیز غالباً متفاوت از کارت‌های اعتباری قرار می‌گیرد، بنابراین نمی‌توان آنها را با تجهیزات استاندارد خواند یا نوشت. کارت‌های هدیه دیگر ممکن است یک مقدار تعیین شده داشته باشند و لازم است با تماس با یک شماره تلفن خاص فعال شوند.
کارت‌های هدیه همچنین می‌توانند به صورت جداگانه و متناسب با نیازهای خاص تنظیم شوند. با افزودن پیام یا نام سفارشی بر روی کارت، می‌تواند هدیه‌ای شخصی باشد یا به عنوان یک تشکر از کارمند مورد استفاده قرار گیرد.
کارت‌های هدیه به کارت‌های حلقه باز یا شبکه و کارت‌های حلقه بسته تقسیم می‌شوند. اولی توسط بانک‌ها یا شرکت‌های کارت اعتباری صادر می‌شود و می‌تواند توسط بازرگانان مختلف خریداری شود، دومی توسط یک فروشگاه یا رستوران خاص و فقط توسط ارائه دهنده صادر کننده قابل استفاده است. با این حال، موارد اخیر مشکلات کمتری در رابطه با پوسیدگی ارزش کارت و کارمزد دارند. از زمان تصویب قانون مسئولیت پذیری و افشای کارت اعتباری (CARD) توسط کنگره آمریکا در سال ۲۰۰۹، پوسیدگی ارزش کارت کمتر مورد توجه است. قانون جدید، هزینه‌های عدم فعالیت و انقضا کارت‌ها، هر دو محدود شده‌است.
در هر صورت، هدیه دهنده کارت هدیه را خریداری می‌کند و ممکن است مجبور به پرداخت هزینه اضافی برای خرید یا فعال‌سازی باشد و گیرنده کارت در معامله بعدی از ارزش کارت استفاده می‌کند. شکل سوم کارت حلقه بسته ترکیبی است که صادرکننده آن تعدادی کارت حلقه بسته را بسته‌است. به عنوان مثال کارت‌های هدیه رایگان برای یک مرکز خرید خاص است.
کارت‌های هدیه با گواهینامه‌های هدیه اسکریپت فرق می‌کنند، زیرا کارت‌های دوم معمولاً به عنوان یک سند کاغذی با امضای مجاز توسط یک رستوران، فروشگاه یا دیگر موسسات شخصی به عنوان کوپن برای خدمات آینده فروخته می‌شوند. مجوز الکترونیکی وجود ندارد یک گواهی هدیه ممکن است تاریخ انقضا داشته باشد یا نداشته باشد و به‌طور کلی هیچ هزینه اداری ندارد.
کارت‌های هدیه صادر شده توسط بانک ممکن است به جای چک به عنوان راهی برای پرداخت وجوه تخفیف استفاده شود. برخی از خرده فروشان از سیستم کارت هدیه برای بازپرداخت به جای پول نقد استفاده می‌کنند و بدین ترتیب اطمینان می‌دهند که مشتری بودجه را در فروشگاه خود خرج خواهد کرد.
کارت هدیه خیریه به هدیه دهنده این امکان را می‌دهد که کمک خیرخواهانه انجام دهد و گیرنده هدیه خیریه‌ای را انتخاب کند که کمک مالی را دریافت کند.
کارت‌های هدیه می‌توانند مختص کشورها باشند و می‌توانند برای دسترسی به برنامه‌ها و رسانه‌های خاص ایالات متحده در خارج از ایالات متحده استفاده شوند.

## شروع محبوبیت
از نظر خریدار کارت هدیه، هدیه ای است که به جای شیئی که ممکن است گیرنده به آن نیازی نداشته باشد، داده می‌شود؛ در صورتی که هدیه دادن پول نقد از نظر اجتماعی نامناسب تلقی می‌شود.
در ایالات متحده کارت‌های هدیه از محبوبیت بالایی برخوردارند؛ در سال ۲۰۰۶ به عنوان دومین هدیه بیشترین هدیه توسط مصرف‌کنندگان، بیشترین هدیه مورد درخواست زنان و سومین هدیه مورد درخواست مرداد شناخته شده بود. گیفت کارت‌ها به‌طور فزاینده ای محبوب هستند زیرا آنها اهدا کننده را از انتخاب یک هدیه خاص راحت می‌کنند. در سال ۲۰۱۲ تقریباً ۵۰ درصد از کل مصرف‌کنندگان ایالات متحده ادعا کردند که کارت هدیه را به عنوان هدیه در فصل تعطیلات خریداری کرده‌اند.
در کانادا ۱٫۸ میلیارد دلار برای کارت‌های هدیه هزینه شد و در انگلیس تخمین زده می‌شود که در سال ۲۰۰۹ به ۳ میلیارد پوند رسیده باشد. در حالی که در ایالات متحده حدود ۸۰ میلیارد دلار برای کارت‌های هدیه در سال ۲۰۰۶ پرداخت شده‌است.
گیرنده کارت هدیه می‌تواند بنا به صلاح دید خود، در محدودیت‌های تعیین شده توسط این مسئله از آن استفاده کند؛ به عنوان مثال در مورد مدت اعتبار و مشاغل پذیرفته شده کارت خاص.

## موبایل و گیفت کارت‌های مجازی
کارت‌های هدیه موبایل از طریق ایمیل یا پیام کوتاه به تلفن‌های همراه تحویل می‌شوند و برنامه‌های تلفنی به کاربران امکان می‌دهند فقط تلفن همراه خود را حمل کنند.
کارت‌های هدیه مجازی از طریق ایمیل به گیرنده تحویل داده می‌شوند، مزایای آن این است که نمی‌توان آنها را از نظر جسمی از دست داد و مصرف‌کننده مجبور نیست زمان بیشتری را برای خرید کارت هدیه فیزیکی در فروشگاه آجر و ملات صرف کند و این کار را راحت تر می‌کند. کارت‌های هدیه از این نوع نیز می‌توانند سریعتر خریداری شوند، که مخصوصاً اگر یک مراسم هدیه در آستانه باشد بسیار جذاب است.
شرکت‌های دیگر کارت‌های هدیه مجازی را معرفی کرده‌اند که کاربران از طریق تلفن‌های هوشمند خود از آنها استفاده می‌کنند. از آنجا که تاجر درگیر این حلقه نیست، به جای کارت هدیه سنتی انتقال نقدی محسوب می‌شود.
کارت‌های هدیه ویزا مجازی جهانی هستند زیرا به گیرنده شما اجازه می‌دهند در یک ثانیه ایمان‌دار وجه نقد خود را بدل کند. بدون صف طولانی یا روش اشتباه. نکته باورنکردنی در مورد انتخاب کارت‌های هدیه ویزا مجازی این است که گیرنده شما نیز به جای کارت مجازی، جایگزین دریافت کارت فیزیکی است. در صورت بروز هرگونه آشفتگی، بدون کشش زیاد می‌توان به آن کمک کرد.
یکی از محبوب‌ترین انواع گیفت کارت‌ها، گیفت کارت‌های بازی و گیمینگ هستند. گیفت کارت بازی (Gaming Giftcard) نوعی کارت اعتباری با مبالغ مشخص است که از سوی شرکت‌های توسعه دهنده بازی با هدف پرداخت درون برنامه ای جهت دسترسی به منابع بازی مانند سلاح‌ها و اسکین (پوسته بازیکن) ارائه می‌شوند که ممکن است مدت دار یا بدون تاریخ انقضا باشد.
گیفت کارت‌ها معمولاً به‌عنوان جایگزینی برای روش‌های سنتی پرداخت مورد استفاده قرار می‌گیرند و در بسیاری از موارد، افراد از آن‌ها برای خرید خدمات یا کالاهای دیجیتال در پلتفرم‌هایی مانند آیتونز، گوگل پلی، پلی‌استیشن، ایکس‌باکس، استیم و دیگر فروشگاه‌های آنلاین استفاده می‌کنند. در کشورهایی که دسترسی مستقیم به سیستم‌های مالی بین‌المللی محدود است، گیفت کارت‌ها نقش ویژه‌ای در تسهیل پرداخت‌های دیجیتال ایفا می‌کنند.
اطلاعات تکمیلی درباره انواع گیفت کارت‌ها، کاربردهای آن‌ها و نحوه استفاده از آن‌ها در منابع مختلف ارائه شده است. برای مثال، iGift.app به‌عنوان یک مرجع فارسی‌زبان، توضیحاتی جامع در مورد نحوه کارکرد گیفت کارت‌ها، تفاوت میان برندهای مختلف، و نکات امنیتی در استفاده از آن‌ها ارائه کرده‌است.<sup>[1]</sup>

## میزان بازخرید
همه کارت‌های هدیه استفاده نمی‌شوند. کارت ممکن است گم شود، ممکن است انقضا زمان و هزینه‌ها یا قوانین پیچیده بازخرید وجود داشته باشد، یا گیرنده علاقه‌ای به فروشگاهی که کارت را می‌پذیرد علاقه‌مند نباشد یا با این تصور غلط باشد که استفاده از آن باعث صرفه جویی در هزینه برای هدیه دهنده می‌شود. تخمین زده شده‌است که شاید ۱۰٪ کارت‌ها بازخرید نشوند، که این مبلغی برای خرده فروشان در حدود ۸ میلیارد دلار سود در سال ۲۰۰۶ در ایالات متحده است.
در سال ۲۰۱۲، بیش از ۱۰۰ میلیارد دلار کارت هدیه در ایالات متحده خریداری خواهد شد، جایی که بیش از ۲۰ درصد از کارت‌های هدیه خریداری نشده یا بلااستفاده می‌مانند. این امر مانند بازار ثانویه بلیط در اوایل دهه ۲۰۰۰، فرصت بزرگی را در بازار ثانویه جمع کرده‌است. برخی از شرکت‌ها مشاغلی را در بازار کارت‌های هدیه ثانویه ایجاد کرده‌اند که به مصرف‌کنندگان امکان می‌دهد کارت‌های هدیه استفاده نشده خود را بفروشند یا کارت‌های هدیه تخفیف را به مارک‌های مورد علاقه خود خریداری کنند. این امر با تبدیل کارت‌های هدیه بلااستفاده خود به پول نقد، به کاربران آنها کمک کرده‌است هر روز با پرداخت ۵۵ میلیون دلار در روز که هر ساله در ایالات متحده پرداخت نمی‌شود، سهم خود را پس بگیرند.

## تله‌ها
گفته شده‌است که هدیه دادن در تعطیلات به دلیل عدم تطبیق هدایا ارزش را از بین می‌برد. کارآمدترین راه برای حفظ ارزش در هدیه دادن پول نقد است. با این حال، این از نظر اجتماعی فقط در حدود قابل قبول است. کارت‌های هدیه، تا حدی ممکن است بر این مشکل غلبه کنند اما مشکلات خاصی دارند. برخی احساس می‌کنند که عدم تصور انتخاب یک هدیه خاص، کارت هدیه را به گزینه‌ای بدتر از هدیه ضعیف اجرا شده اما فردی تبدیل می‌کند. محصولات جدید در صنعت کارت هدیه برای مقابله با این دام «غیرشخصی» کارت‌های هدیه در حال پیشرفت هستند. خدمات جدیدی که توسط برخی از ارائه دهندگان خدمات راه اندازی شده‌است، امکان شخصی‌سازی و شخصی‌سازی کارت‌های هدیه را فراهم می‌کند.
کارت‌های هدیه به دلیل توانایی صادرکنندگان در تنظیم قوانینی که به ضرر خریدار یا گیرنده کارت است، مورد انتقاد قرار گرفته‌اند. به عنوان مثال، کارت‌های هدیه ممکن است در صورت تقلب یا ضرر، منقضی به تاریخ انقضا، هزینه‌های اداری، محدودیت استفاده و عدم محافظت کافی باشند. با گذشت زمان هزینه‌ها ممکن است ارزش کارت هدیه را صفر کنند. با این حال، در سال‌های اخیر در برخی از حوزه‌های قضایی به این موارد پرداخته شده‌است. در ایالات متحده، بسیاری از حوزه‌های قضایی کلیه هزینه‌ها یا تاریخ انقضا کارت‌های هدیه را محدود یا منع می‌کنند. علاوه بر این، به دلیل تأثیر منفی بر فروش که چنین سیاست‌هایی می‌تواند داشته باشد، اکثر بازرگانان کارت‌های هدیه خود را بدون پرداخت هیچ گونه هزینه‌ای، بدون سیاست انقضا و بدون در نظر گرفتن قوانین ایالتی اتخاذ کرده و حتی تبلیغ می‌کنند. در سال ۲۰۱۱ تخمین زده می‌شود که ۲٫۵٪ کارت‌های هدیه منقضی شده باشند و ۲٫۷٪ هزینه‌های فروش.
طبق یک نظرسنجی از Consumer Reports، یک چهارم دریافت کنندگان کارت‌های هدیه هنوز یک سال پس از دریافت کارت‌های هدیه هزینه نکرده‌اند و اکثریت مردم می‌گویند پس از ورود به فروشگاه، در نهایت آنها بیش از ارزش کارت هزینه می‌کنند.
در صورت ورشکستگی خرده فروش صادر کننده، ارزش برجسته کارت‌های هدیه بدهی بدون وثیقه محسوب می‌شود و به همین دلیل کارت‌های هدیه ممکن است بی‌ارزش شوند. اگر این شرکت قصد ادامه تجارت را داشته باشد، ممکن است کارت‌های هدیه حتی در ورشکستگی مورد احترام قرار گیرند.
مسئله دیگر در مورد کارت‌های هدیه، نگرانی‌های روزافزون خرده فروشان و سایر مشاغل در مورد این است که چه کاری می‌توان برای جلوگیری از سوءاستفاده کارت‌های هدیه توسط کلاهبرداران انجام داد. اطلاعات کارت هدیه یا می‌تواند توسط صاحبان کلمه توسط کلاهبرداران به سرقت رفته یا با اطلاعات کارت اعتباری سرقت شده خریداری شود. در سال‌های اخیر، مجرمان اینترنتی تلاش خود را برای استفاده از کارت‌های هدیه جعلی افزایش داده‌اند زیرا بهره‌برداری ساده با حملات ربات خودکار بی‌رحمانه است. رایج‌ترین شکل کلاهبرداری کارت هدیه از طریق سرقت اطلاعات کارت برای فعال شدن انجام می‌شود کارت‌ها با تعادل موجود با حمله به سیستم‌های یک خرده فروش که داده‌های کارت هدیه را ذخیره می‌کنند. پس از به خطر افتادن کارت هدیه، متقلب قبل از استفاده از وجوه یا فروش مجدد در بازار کارت‌های هدیه ثانویه، موجودی را از طریق درگاه‌های آنلاین مشتری بررسی می‌کند.

## استفاده از گیفت کارت‌های مختلف در ایران
در ایران با توجه تحریم‌های بانکی و عدم دسترسی به حساب‌های بین‌المللی جهت پرداخت‌های ارزی، از گیفت کارت‌های مختلف جهت پرداخت‌های درون برنامه‌ای و خرید برنامه‌ها و اپلیکیشن‌های غیررایگان در پلتفرم‌های آی‌اواس، اندروید، پلی‌استیشن، مایکروسافت، اسکایپ و… استفاده می‌شود.

## یادداشت
1. ↑  Kmart Cash Card